# Liste der Baudenkmäler in Medebach
Die Liste der Baudenkmäler in Medebach enthält die denkmalgeschützten Bauwerke auf dem Gebiet der Stadt Medebach im Hochsauerlandkreis in Nordrhein-Westfalen (Stand: Oktober 2011). Diese Baudenkmäler sind in der Denkmalliste der Stadt Medebach eingetragen; Grundlage für die Aufnahme ist das Denkmalschutzgesetz Nordrhein-Westfalen (DSchG NRW).

## Allgemein
- Bild: Bild des Kulturdenkmals, ggf. zusätzlich mit einem Link zu weiteren Fotos des Kulturdenkmals im Medienarchiv Wikimedia Commons
- Bezeichnung: Name des Kulturdenkmals
- Lage: Straßenname und Hausnummer oder Flurstücknummer des Kulturdenkmal, gegebenenfalls auch den Ortsteil. Die Grundsortierung der Liste erfolgt nach dieser Adresse. Der Link (Karte) führt zu verschiedenen Kartendiensten mit der Position des Kulturdenkmals. Fehlt dieser Link, wurden die Koordinaten noch nicht eingetragen. Sind diese bekannt, können sie über ein Tool mit einer Kartenansicht einfach nachgetragen werden. In dieser Kartenansicht sind Kulturdenkmale ohne Koordinaten mit einem roten bzw. orangen Marker dargestellt und können durch Verschieben auf die richtige Position in der Karte mit Koordinaten versehen werden. Kulturdenkmale ohne Bild sind an einem blauen bzw. roten Marker erkennbar.
- Beschreibung: Kurzcharakteristik des Kulturdenkmals
- Bauzeit: Baubeginn, Fertigstellung, Datum der Erstnennung oder grobe zeitliche Einordnung entsprechend des Eintrags in der zuständigen Denkmaldatenbank
- Eingetragen seit: Datum der Erfassung in der zuständigen Denkmaldatenbank

| Bild                                                 | Bezeichnung                                          | Lage                                                | Beschreibung | Bauzeit | Eingetragen seit | Denkmal- nummer |
| ---------------------------------------------------- | ---------------------------------------------------- | --------------------------------------------------- | --- | ------- | ---------------- | --------------- |
| Fachwerkhaus                                         | Fachwerkhaus                                         | Medebach Oberstraße 13 Karte                        | |         |                  | 1               |
| BW                                                   | Forstamtsgebäude                                     | Glindfeld Glindfeld 15 Karte                        | |         |                  | 2               |
| weitere Bilder                                       | Justizgebäude, Amtsgericht (Amtsgericht Medebach)    | Medebach Marktstraße 2 Karte                        | |         |                  | 3               |
| weitere Bilder                                       | Andreaskapelle                                       | Medebach Kirchstraße 13 Karte                       | | 1283    |                  | 4               |
| weitere Bilder                                       | Katholische Pfarrkirche Medebach                     | Medebach Kirchstraße 2 Karte                        | |         |                  | 5               |
| weitere Bilder                                       | Katholische Kirche Berge                             | Berge Roninghauser Weg 1 Karte                      | |         |                  | 6               |
| weitere Bilder                                       | Kapelle (St. Laurentius)                             | Glindfeld Glindfeld 28 Karte                        | |         |                  | 7               |
| BW                                                   | Medebacher Kreuzwegstationen                         | Medebach Kreuzweg Karte                             | |         |                  | 8               |
| BW                                                   | Glindfelder Kreuzwegstationen                        | Glindfeld Kreuzweg Karte                            | von Mönchen des Klosters Glindfelds angelegt |         |                  | 9               |
| BW                                                   | Kahlenkapelle                                        | Medebach Kreuzweg. 2 km westlich von Medebach Karte | von den Kreuzherren des Klosters Glindfeld auf dem höchsten Punkt des „Kahlen“ im Jahr erbaut, 1910 durch einen Brand bis auf den marmornen Barockaltar zerstört, 1912 in einem neugotischen Stil wieder errichtet | 1717    |                  | 10              |
| BW                                                   | Grabkapelle auf dem Kahlen                           | Medebach Kreuzweg Karte                             | kleine Grabeskapelle unterhalb der Kahlenkapelle |         |                  | 11              |
| weitere Bilder                                       | Evangelische Kirche Medebach                         | Medebach Oberstraße 20 Karte                        | |         |                  | 12              |
| weitere Bilder                                       | Katholische Kirche Deifeld                           | Deifeld Referinghauser Straße 12 Karte              | |         |                  | 13              |
| Wirtschaftsgebäude des ehemaligen Klosters Glindfeld | Wirtschaftsgebäude des ehemaligen Klosters Glindfeld | Glindfeld Glindfeld 11, 13, 14,18, 20 Karte         | |         |                  | 14              |
| Giebeldreieck                                        | Giebeldreieck                                        | Medebach Kirchstraße 15 Karte                       | |         |                  | 15              |
| Fachwerkhaus                                         | Fachwerkhaus                                         | Medebach Junkernhof 2 Karte                         | |         |                  | 16              |
| Fachwerkhaus                                         | Fachwerkhaus                                         | Medebach Österstraße 8 Karte                        | |         |                  | 17              |
|                                                      | Bildstock mit Heiligenfigur                          | Medebach bei der Mittleren Mühle                    | |         |                  | 18              |
| BW                                                   | Fresenhof mit Speicher                               | Titmaringhausen Am Wendeplatz 4 Karte               | |         |                  | 19              |
| weitere Bilder                                       | Katholische Kirche in Titmaringhausen                | Titmaringhausen Twengweg 1 Karte                    | |         |                  | 20              |
| BW                                                   | Bildstock am Haus Deimel                             | Referinghausen Düdinghauser Straße 30 Karte         | |         |                  | 21              |
| weitere Bilder                                       | Katholische Kirche in Referinghausen                 | Referinghausen Am Ehrenmal 4 Karte                  | |         |                  | 22              |
| BW                                                   | Gehöftanlage                                         | Oberschledorn In der Gasse 2 Karte                  | |         |                  | 23              |
| Gehöft Ewers                                         | Gehöft Ewers                                         | Küstelberg Winterberger Straße 2 Karte              | |         |                  | 24              |
| BW                                                   | Fachwerkhaus                                         | Deifeld Referinghauser Straße 2 Karte               | |         |                  | 25              |
| Fachwerkhaus                                         | Fachwerkhaus                                         | Medebach Weddelstraße 5 Karte                       | |         |                  | 26              |
| BW                                                   | Backhaus                                             | Berge Medebacher Straße 8 Karte                     | |         |                  | 27              |
| Wegekapelle                                          | Wegekapelle                                          | Medelon Am Gravenland Karte                         | |         |                  | 28              |
| BW                                                   | Bildstock unter der Linde                            | Küstelberg Alter Pferdemarkt Karte                  | |         |                  | 29              |
| Fachwerkhaus                                         | Fachwerkhaus                                         | Medebach Savoyenstraße 2 Karte                      | |         |                  | 30              |
| Backhaus                                             | Backhaus                                             | Deifeld Am Backhaus 5 Karte                         | |         |                  | 31              |
| BW                                                   | Kreuzwegstationen „Die Hardt“                        | Düdinghausen Auf der Hardt Karte                    | |         |                  | 32              |
| BW                                                   | Stationsgruppe Kentscheid                            | Titmaringhausen Twengweg 1 Karte                    | |         |                  | 33              |
| Katholische Kirche Küstelberg                        | Katholische Kirche Küstelberg                        | Küstelberg Winterberger Straße 3 Karte              | |         |                  | 34              |
| BW                                                   | Relief am Ehrenmal                                   | Oberschledorn St. Antonius Straße Karte             | |         |                  | 35              |
| BW                                                   | Bildstock                                            | Oberschledorn An der Hardt 1 Karte                  | |         |                  | 36              |
| Giebeldreieck                                        | Giebeldreieck                                        | Medebach Oberstraße 21 Karte                        | |         |                  | 37              |
| Katholische Kirche Medelon                           | Katholische Kirche Medelon                           | Medelon Kreuzherrenstraße 4a Karte                  | |         |                  | 38              |
| weitere Bilder                                       | Katholische Kirche Dreislar                          | Dreislar Ölfestraße 3 Karte                         | |         |                  | 39              |
| Katholisches Pfarrhaus                               | Katholisches Pfarrhaus                               | Medebach Schulstraße 4 Karte                        | |         |                  | 40              |
| Katholisches Pfarrheim                               | Katholisches Pfarrheim                               | Medebach Schulstraße 2 Karte                        | |         |                  | 41              |
| weitere Bilder                                       | Katholische Kirche Düdinghausen                      | Düdinghausen Grimmestraße 6 Karte                   | |         |                  | 42              |
| BW                                                   | Straßenfront des Wohnhauses                          | Medebach Hallenberger Straße 8 Karte                | |         |                  | 43              |
| Fachwerkhaus                                         | Fachwerkhaus                                         | Medebach Oberstraße 29 Karte                        | |         |                  | 44              |
| BW                                                   | Wegekapelle                                          | Medebach Abzweig Oberschledorn/Korbach Karte        | |         |                  | 45              |
| Fachwerkhaus                                         | Fachwerkhaus                                         | Medebach Savoyenstraße 8 Karte                      | Laut Inschrift am Haus ehemalige Stadtmühle, heute Wohnhaus |         |                  | 46              |
| Fachwerkhaus                                         | Fachwerkhaus                                         | Medebach Oberstraße 4 Karte                         | |         |                  | 47              |
| Fachwerkhaus                                         | Fachwerkhaus                                         | Medebach Junkernhof 4 Karte                         | |         |                  | 48              |
| BW                                                   | Katholische Kirche Oberschledorn                     | Oberschledorn Grafschafter Straße 9 Karte           | |         |                  | 49              |
| Fachwerkhaus                                         | Fachwerkhaus                                         | Medebach Weddelstraße 3 Karte                       | |         |                  | 50              |
|                                                      | Bildstock                                            | Oberschledorn Auf dem Schloßfelde                   | |         |                  | 51              |
|                                                      | Steinkreuz                                           | Medebach Korbacher Straße                           | |         |                  | 52              |
| BW                                                   | Giebeldreieck                                        | Düdinghausen An der Egger 2 Karte                   | |         |                  | 53              |
| Fachwerkhaus                                         | Fachwerkhaus                                         | Medebach Österstraße 10 Karte                       | |         |                  | 54              |
| Fachwerkhaus                                         | Fachwerkhaus                                         | Medebach Savoyenstraße 12 Karte                     | |         |                  | 55              |
| Fachwerkhaus                                         | Fachwerkhaus                                         | Medebach Weddelstraße 1 Karte                       | |         |                  | 57              |
| Fachwerkhaus                                         | Fachwerkhaus                                         | Medebach Nordwall 18 Karte                          | |         |                  | 58              |
| Kapelle „Maria-Hilf“                                 | Kapelle „Maria-Hilf“                                 | Wissinghausen Zu den Erlen 1 Karte                  | |         |                  | 59              |
| ehemaliges evangelisches Pfarrhaus                   | ehemaliges evangelisches Pfarrhaus                   | Medebach Oberstraße 31 Karte                        | |         |                  | 60              |
| Gebäude Köster/Meimberg/Ricken                       | Gebäude Köster/Meimberg/Ricken                       | Medebach Oberstraße 26 Karte                        | |         |                  | 61              |
| weitere Bilder                                       | Jüdischer Friedhof                                   | Medebach Glindfelder Weg Karte                      | |         |                  | 63              |
| BW                                                   | Mittelmühle                                          | Medebach Feldmark 22 Karte                          | |         |                  | 64              |
| BW                                                   | Giebeldreieck Haus Figge                             | Deifeld Pfarrweg 2 Karte                            | |         |                  | 65              |
| Fachwerkhaus und Wirtschaftsgebäude                  | Fachwerkhaus und Wirtschaftsgebäude                  | Medelon Dreislarer Straße 8 Karte                   | |         |                  | 66              |
| Fachwerkhaus                                         | Fachwerkhaus                                         | Medelon Orkestraße 46 Karte                         | |         |                  | 68              |
| BW                                                   | Fachwerkhaus                                         | Medebach Auf der Burg 3 Karte                       | |         |                  | 69              |
| BW                                                   | Bruchsteinhaus                                       | Medebach Auf der Burg 5 Karte                       | |         |                  | 70              |
| weitere Bilder                                       | ehemaliges Kloster Glindfeld                         | Glindfeld Kloster Glindfeld Karte                   | |         |                  | 71              |
| Pfarrhof Düdinghausen                                | Pfarrhof Düdinghausen                                | Düdinghausen Grimmestraße 7–9 Karte                 | |         |                  | 72              |